# Samu Kerevi
Samu Kerevi (Viseisei, 27 settembre 1993) è un rugbista a 15 australiano di origine figiana, internazionale per l'Australia, che gioca come tre quarti centro nel Sungoliath in Top League.

## Biografia
Nato sulle isole Figi, Kerevi all'età di sette anni si trasferì con la famiglia nella città di Brisbane in Australia.
Nel 2013 firmò il suo primo contratto professionistico con la franchigia dei Reds; inserito nella rosa allargata per il Super Rugby 2014, fece il suo esordio nella partita contro gli Highlanders. Kerevi nel 2014 fu anche ingaggiato dalla squadra australiana del Brisbane City, con la quale disputò la prima edizione del National Rugby Championship conquistando il titolo sia quell'anno che quello successivo.
Dopo sei stagioni nei Reds, nel giugno 2019 si legò con un contratto triennale al club giapponese dei Suntory Sungoliath.
A livello internazionale, Kerevi disputò con la nazionale figiana di categoria il Campionato mondiale giovanile di rugby 2012, giocando tutte le partite da titolare. Nella stagione successiva fu convocato dalla selezione australiana, ma a causa di problemi di visto non poté disputare il Campionato mondiale giovanile di rugby 2013. Ottenuta la cittadinanza australiana, nel 2016 Kerevi debuttò nell'Australia sotto la guida di Michael Cheika che lo fece scendere in campo contro l'Inghilterra durante il  tour oltreoceano dei britannici. Fu poi convocato per il The Rugby Championship 2016, torneo nel quale segnò la sua prima meta internazionale contro l'Argentina. Nelle annate successive giocò con regolarità nella nazionale australiana e con essa partecipò alla Coppa del Mondo di rugby 2019. Durante la competizione iridata mancò uno solo degli incontri che portarono i Wallabies fino ai quarti di finale.

## Palmarès
- National Rugby Championship: 2
Brisbane City: 2014, 2015